# Gamasellus spiricornis
Gamasellus spiricornis är en spindeldjursart som först beskrevs av Canestrini e Canestrini 1882.  Gamasellus spiricornis ingår i släktet Gamasellus och familjen Ologamasidae. Inga underarter finns listade i Catalogue of Life.